# Klaus Pille
Klaus Pille (* 12. Oktober 1936 in Leipzig; † 19. Februar 2017) war ein deutscher Politiker (LDPD). Er war Abgeordneter der Volkskammer der DDR und Bürgermeister von Sangerhausen.

## Leben
Pille, Sohn einer Arbeiterfamilie, erlernte von 1950 bis 1953 den Beruf des Kfz-Schlossers. Von 1953 bis 1960 war er als Schlosser, Kraftfahrzeugschlosser sowie Mechaniker tätig. Von 1960 bis 1964 studierte Pille am Pädagogischen Institut in Halle und schloss sein Studium als Lehrer für Chemie und Polytechnik ab. Von 1964 bis 1967 war er Lehrer an der Polytechnischen Oberschule Schochwitz. 
1961 trat Pille der Liberal-Demokratischen Partei Deutschlands (LDPD) bei. Von 1967 bis 1983 wirkte er als stellvertretender Vorsitzender des Rates des Kreises Sangerhausen für Kultur. Zwischen 1972 und 1977 absolvierte er ein Fernstudium an der Akademie für Staats- und Rechtswissenschaft in Potsdam-Babelsberg mit Abschluss als Diplom-Gesellschaftswissenschaftler. Von 1983 bis 1990 war Pille Bürgermeister von Sangerhausen. Ab 1984 war er Mitglied des Nationalrates der Nationalen Front und von 1986 bis 1990 Abgeordneter der Volkskammer.

## Auszeichnungen
- Verdienstmedaille der DDR